# کریستوفر کرادوک
کریستوفر کرادوک (انگلیسی: Christopher Cradock؛ ۲ ژوئیه ۱۸۶۲ – ۱ نوامبر ۱۹۱۴) دریابان نیروی دریایی سلطنتی بریتانیا بود. او به خاطر شجاعت و دلاوری‌اش شهرت داشت.
وی به خانواده سلطنتی بریتانیا نزدیک بود و پیش از جنگ جهانی اول، خدمت رزمی او در طول نهضت مهدیه و شورش مشت‌زن‌ها همگی در ساحل بود. او پیش از جنگ به‌عنوان فرمانده ایستگاه آمریکای شمالی و هند غربی منصوب شد و مأموریت او محافظت از کشتی‌های تجاری متفقین و شکار مهاجمان تجاری آلمانی بود.
در اواخر سال ۱۹۱۴، به او مأموریت داده شد تا ناوگروه شرق آسیای آلمان از نیروی دریایی امپراتوری آلمان را که در حال حرکت به سمت خانه در اطراف آمریکای جنوبی بود، جستجو و نابود کند. او با این باور که چاره‌ای جز درگیری با اسکادران طبق دستوراتش ندارد، با وجود ضعف عددی و تاکتیکی‌اش، در ماه نوامبر در طول نبرد کورونل، در پی غرق شدن ناو سرفرماندهی‌اش در سواحل شیلی کشته شد.